# Moravský Krumlov
Moravský Krumlov é uma cidade checa localizada na região de Morávia do Sul, distrito de Znojmo‎.